# Мовіла-Банулуй (комуна)
Мовіла-Банулуй (рум. Movila Banului) — комуна у повіті Бузеу в Румунії. До складу комуни входять такі села (дані про населення за 2002 рік):
- Лімпезіш (1127 осіб)
- Мовіла-Банулуй (1405 осіб) — адміністративний центр комуни
- Чоранка (281 особа)

Комуна розташована на відстані 76 км на північний схід від Бухареста, 21 км на південний захід від Бузеу, 116 км на південний захід від Галаца, 112 км на південний схід від Брашова.

## Населення
За даними перепису населення 2002 року у комуні проживали 2813 осіб.
Національний склад населення комуни:
| Національність | Кількість осіб | Відсоток |
| -------------- | -------------- | -------- |
| румуни         | 2735           | 97,2%    |
| цигани         | 77             | 2,7%     |
| угорці         | 1              | < 0,1%   |

Рідною мовою назвали:
| Мова      | Кількість осіб | Відсоток |
| --------- | -------------- | -------- |
| румунська | 2804           | 99,7%    |
| циганська | 9              | 0,3%     |

Склад населення комуни за віросповіданням:
| Релігія        | Кількість осіб | Відсоток |
| -------------- | -------------- | -------- |
| православні    | 2689           | 95,6%    |
| адвентисти     | 120            | 4,3%     |
| бретрени       | 2              | 0,1%     |
| греко-католики | 1              | < 0,1%   |
| лютерани       | 1              | < 0,1%   |